# José Antonio Valdiviezo
José Antonio Valdiviezo (Tartagal, Salta, 7 de octubre de 1970) es un exfutbolista argentino que jugaba como arquero.

## Trayectoria

### Juventud Antoniana
Valdiviezo se mudó a la ciudad de Salta, para sumarse a Juventud Antoniana. Con el antoniano se coronó campeón del Argentino A, al derrotar en la final a Cipolletti. En su primera temporada en el Nacional B descendió, pero volvió a la siguiente temporada al consagrarse campeón del Argentino A nuevamente. En su retorno a la segunda división, llegó hasta la final por el segundo a Primera División, donde terminó cayendo.
Tuvo una segunda etapa en el club entre los años 2002 y 2005.

### San Lorenzo
En 1999 pasó a San Lorenzo. En el equipo porteño jugó hasta 2001.

### Gimnasia de Jujuy
En 2006 volvió al norte argentino, para jugar en Gimnasia de Jujuy. En el lobo jujeño jugó hasta 2008.

### Atlético Tucumán
En 2008 se mudó a San Miguel de Tucumán, para sumarse a, Atlético Tucumán. Valdiviezo fue parte del equipo que salió campeón y obtuvo el ascenso a Primera División.

### Gimnasia y Tiro
En 2009 volvió a Salta, para jugar en Gimnasia y Tiro. En el 2011 se coronó campeón del Argentino B y obtuvo el ascenso. En 2012 se retiró del fútbol.

## Clubes
| Club               | País      |
| ------------------ | --------- |
| Juventud Antoniana | Argentina |
| San Lorenzo        | Argentina |
| Gimnasia de Jujuy  | Argentina |
| Atlético Tucumán   | Argentina |
| Gimnasia y Tiro    | Argentina |

## Palmarés
| Título      | Equipo             | País      | Año     |
| ----------- | ------------------ | --------- | ------- |
| Argentino A | Juventud Antoniana | Argentina | 1995/96 |
| Argentino A | Juventud Antoniana | Argentina | 1997/98 |
| Nacional B  | Atlético Tucumán   | Argentina | 2008/09 |
| Argentino B | Gimnasia y Tiro    | Argentina | 2010/11 |